# Staffan Nilson
Staffan Nilson, född 15 mars 1941 i Karl Johans församling, Göteborg, är en svensk jazzpianist. Han blev 1955 känd sedan han jammat med Arne Domnérus på danssalongen Vauxhall i Göteborg och denne jämfört honom med Bengt Hallberg och Dave Brubeck. Nilsson inbjöds vid två tillfällen till gästspel på Nalen i Stockholm och inledde där samarbete med bland andra pianisten Clas Crona. 
Tillsammans med organisten Bertil Borgljung har han genomfört konserter med Sven-Bertil Taube, Sofia Källgren och Alf Hambe. I jazzsammanhang har Nilson senare framträtt med Nils-Bertil Dahlander och Jan Allan. Svensk jazzdiskografi har noterat hans medverkan vid inspelningar med Dahlander från hösten 1976 till sommaren 1994